# Децим Плотий Грип
Децим Плотий Грип (на латински: Decimus Plotius Grypus) e политик на Римската империя през 1 век.
През 69 г. по времето на Веспасиан той е трибун в VII Благороден и лоялен Клавдиев легион, тогава стациониран в Мизия. През 70 г. става претор. Плотий е през януари-април 88 г. суфектконсул на мястото на император Домициан заедно с консула Луций Миниций Руф.